# Emanuel Handmann
Jakob Emanuel Handmann (16 tháng 8 năm 1718 tại Basel - 3 tháng 11 năm 1781 tại Bern) là một họa sĩ người Thụy Sĩ chuyên vẽ tranh chân dung. Ông là một người đương đại của các họa sĩ Thụy Sĩ Anton Graff, Jean Preudhomme, Angelica Kauffman, Johann Jakob Schalch, Johann Caspar Füssli và con trai của ông Johann Heinrich Füssli.
Jakob Emanuel Handmann là con thứ 9 của Johann Jakob Handmann, một thợ làm bánh và sau đó là nhân viên bảo lãnh của Waldenburg, và vợ Anna Maria Rispach. Từ năm 1735 đến 1739, ông đã học nghề làm thợ trát vữa và học vẽ tranh ở Schaffhausen với họa sĩ và thợ trát vữa vữa Johann Ulrich Schnetzler. Anh ấy thực hiện các chuyến đi nghiên cứu đến Paris, Rome và Naples. Ở Paris, ông làm việc tại studio của Jean Restout II, người có ảnh hưởng đến công việc của ông.
Năm 1742 Handmann đi qua Pháp tìm việc làm trong một quan hệ đối tác phòng thu chân dung với họa sĩ Hörling. Trong quan hệ đối tác kinh doanh với Hörling Handmann, chủ yếu chịu trách nhiệm vẽ tranh cho những người đứng đầu. Ở Ý, ông làm việc cùng với những người khác trong xưởng phim của Marco Benefial và Pierre Subleyras ở Rome. Ở đó, ông chủ yếu sao chép những kiệt tác từ thời Cổ đại và thời Phục hưng. Đến tháng 6 năm 1746, ông trở lại Thụy Sĩ. Năm 1747, ông định cư tại Basel. Ở Basel, ông đã mở một studio của riêng mình. Tuy nhiên, nhiều khách hàng của ông là những người yêu nước từ thành phố và khu vực Bern. Nhờ sự quen biết của Đại tá quý tộc Estonia Carl Friedrich von Staal, Handmann trở thành thành viên của đội Accademia Clementina trộm của Bologna năm 1773. Ngoài chuyến đi đến Đức năm 1753, ông không bao giờ rời khỏi quê hương của mình